# Militair luchtvaartuig

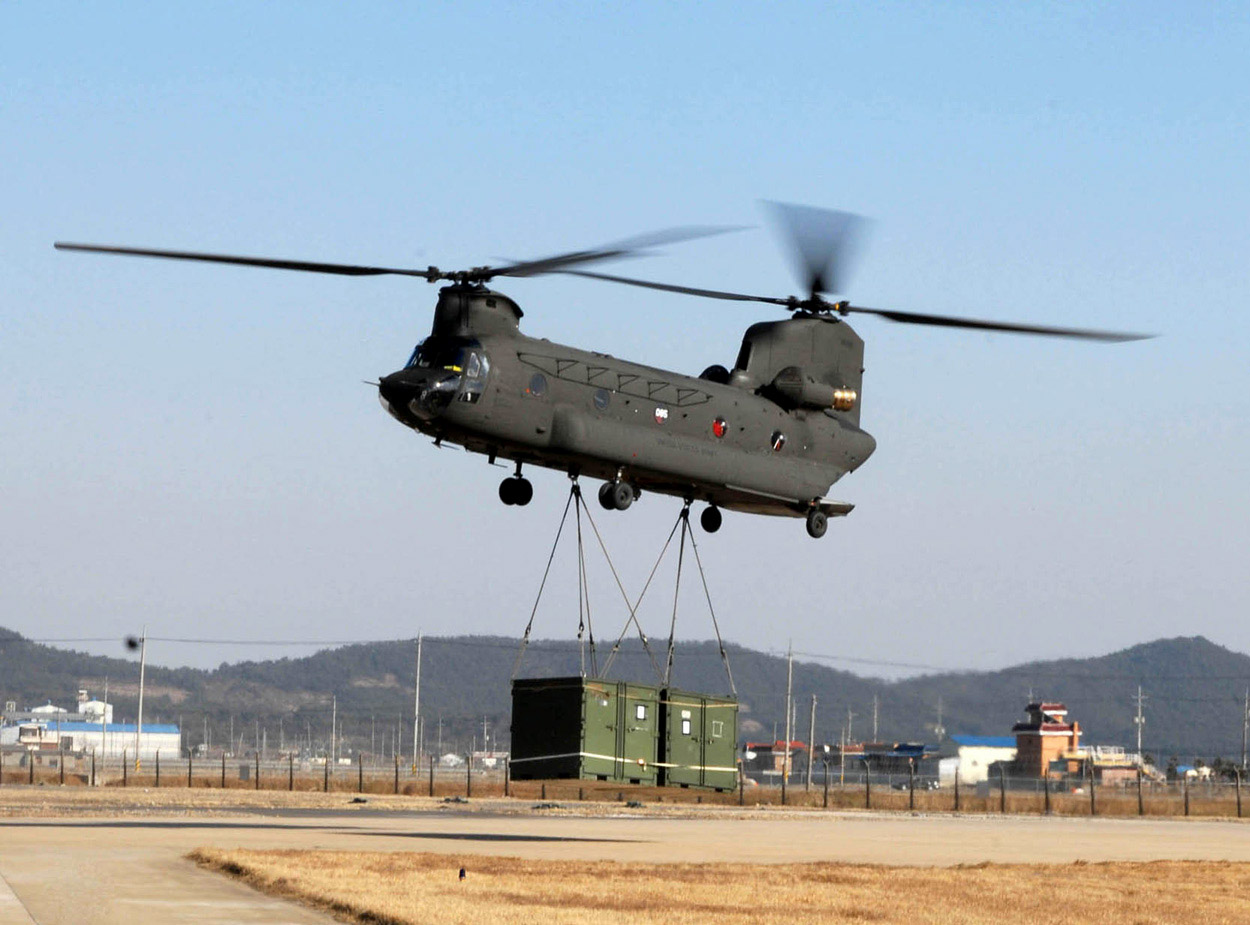
De CH-47 Chinook wordt gebruikt voor het vervoeren van troepen en militair materieel

Militair luchtvaartuig is een verzamelnaam voor vliegtuigen en luchtschepen die in dienst zijn van het leger. Militaire vliegtuigen zijn in te delen in twee soorten:
- Gevechtsvliegtuigen, dit zijn militaire vliegtuigen die bewapend zijn met bommen, raketten of boordgeschut. Deze vliegtuigen kunnen worden onderverdeeld in jachtvliegtuigen, bommenwerpers en gevechtshelikopters.
- Vliegtuigen die niet ontworpen zijn voor gevechten als primaire functie maar bijvoorbeeld als transportvliegtuig, lesvliegtuig of verkenningsvliegtuig. Deze vliegtuigen kunnen ook beschikken over wapens als zelfverdediging.

## Gevechtsvliegtuigen

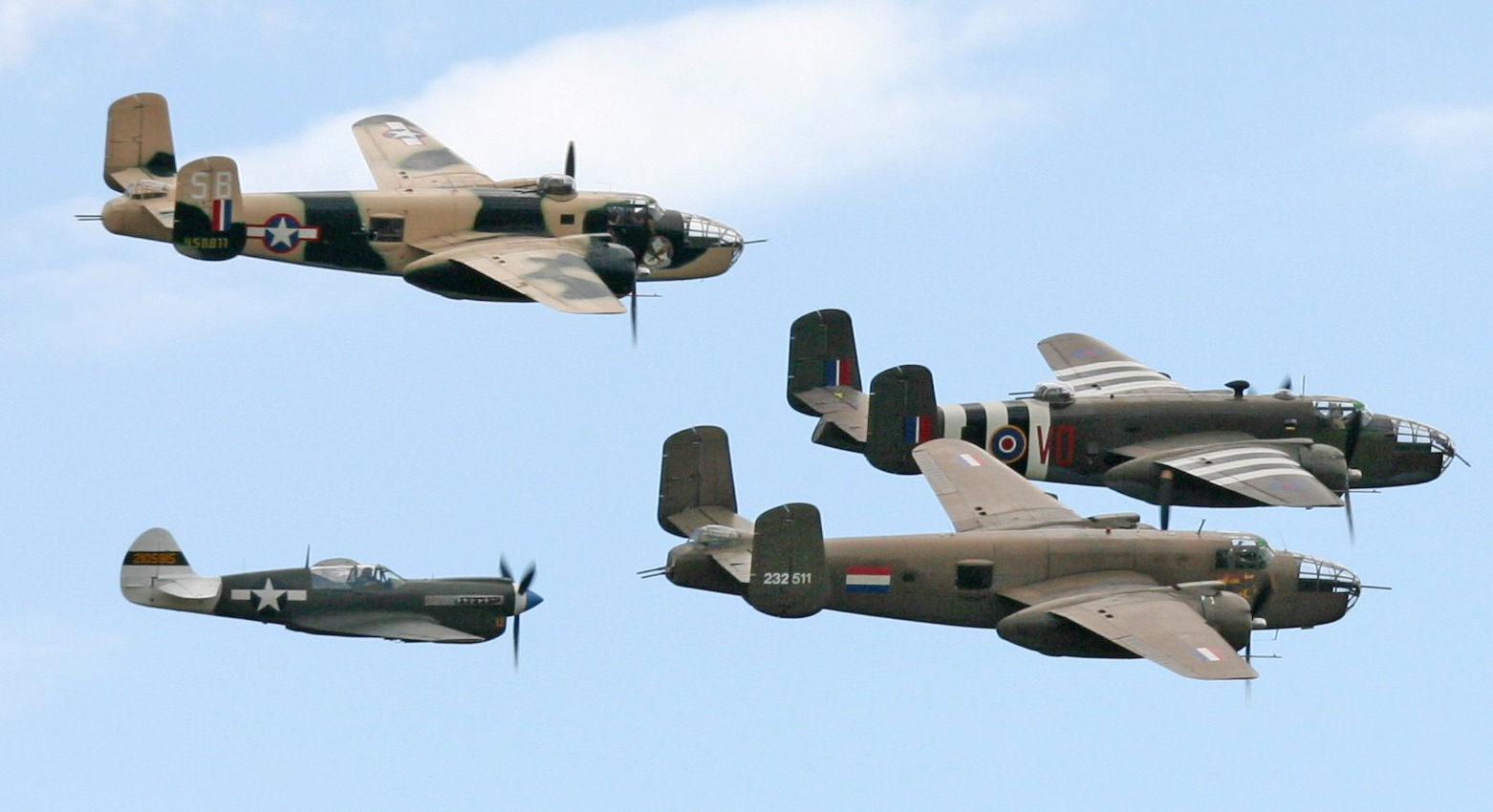
Eén jachtvliegtuig en drie bommenwerpers uit de Tweede Wereldoorlog

Gevechtsvliegtuigen werden in de Eerste Wereldoorlog voor het eerst grootschalig ingezet op het slagveld. Ze waren uitgerust met mitrailleurs, terwijl sommige ook dienstdeden als primitieve bommenwerper, wat meestal neerkwam op het gooien van granaten in de loopgraven van de vijand. De Britse Vickers Gunbus wordt vaak beschouwd als het eerste gevechtsvliegtuig, uitgerust met een duwpropeller en een mitrailleur die door de observator voor in het toestel werd bediend.